# Katrine Kielos
Katrine Linda Mathilda Kielos, född 24 oktober 1983 i Lund, är en svensk författare och journalist. Hon har arbetat på flera svenska tidningar och tidskrifter, sedan juli 2024 för Svenska Dagbladet. Hon använde 2014–2023 efternamnet Marçal, därefter till 2024 Kielos-Marçal.

## Biografi
Katrine Kielos har en pol.kand. från Uppsala universitet. Hon var under sin studietid verksam i den socialdemokratiska studentklubben Laboremus i Uppsala, som är en del av Socialdemokratiska studentförbundet. 
Kielos frilansade under några år på Expressens kultursida och Arena. Hon blev sedan ledarskribent på Aftonbladet mellan 2009 och 2017 och skrev där främst om svensk och internationell ekonomisk politik. 2011 var hon vikarierande chef för Aftonbladets ledarsida. Hon har tidigare skrivit krönikor i Fokus och varit vikarierande chefredaktör för Dagens Arena. 
Hon är sedan 2012 bosatt i London och började 2017 att skriva om brittisk och europeisk politik för Dagens Nyheter. År 2022 bytte hon post och blev tidningens ekonomiska kommentator. År 2024 lämnade hon Dagens Nyheter för att bli ekonomiskribent i Svenska Dagbladet på dess redaktion SvD Pengar.
2015 utnämndes hon av BBC till en av årets kvinnor.
Marçal var fram till 2019 programledare för EFN Ekonomikanalens program ”Marçal möter” och, tillsammans med Maria Borelius, podden ”Leva som man läser”. Hon har efter det fortsatta podd och tv-uppdrag för EFN.

### Författande
Kielos debutbok Våldtäkt och romantik gavs ut av Modernista. Den är en politisk essä om samhällets syn på våldtäkt och om vilken ideologi våldtäkt ger uttryck för, inspirerad av Andrea Dworkin och Susan Brownmiller.
Kielos bok Det enda könet, som diskuterar de relationer hon antar finns mellan nationalekonomisk teori och ett universellt patriarkat, nominerades 2012 till Augustpriset. Året efter fick hon Dagens Nyheters kritikerpris Lagercrantzen. Boken kom 2015 ut på engelska under titeln Who Cooked Adam Smith's Dinner? och är publicerad på över 20 språk. Den kanadensiska författarinnan Margaret Atwood kallade boken för en "smart, rolig och läsvärd bok om ekonomi, kvinnor och pengar". 2019 kom Det enda könet ut i svensk nyutgåva, då under titeln Vem lagade Adam Smiths middag?.
År 2020 gav Marçal ut Att uppfinna världen, där hon undersöker hur historieskrivningen gömt undan kvinnors banbrytande uppfinningar. Jan Gradvall skriver i sin recension att Marçal med sylvass skärpa visar hur hennes föregångare med sitt tänkande och exempel bygger på en historieskrivning präglad av nedärvt manligt tunnelseende, och att hon på sida efter sida detonerar feministiska kunskapsbomber. Trots nedslående exempel är hon inte resignerad utan oavbrutet konstruktiv och blickar framåt, där vägen framåt är att värdesätta kvinnors egenskaper lika högt som mäns.

### Privatliv
Katrine Kielos var mellan 2014 och 2023 gift med den brittiske trädgårdsdesignern Guy Marçal och hade då efternamnet Marçal. Hennes efternamn var 2023-2024 Kielos-Marçal, därefter åter Kielos. Hon uppgav i en intervju 2010 att hon "har en katolsk tro".